# David Dinkins
David Dinkins   (Trenton, 10 de juliol de 1927 - Manhattan, 23 de novembre de 2020) va ser un polític, advocat i autor estat-unidenc que va exercir com a 106è alcalde de la ciutat de Nova York entre 1990 i 1993. Va ser el primer afroamericà a ocupar el càrrec.
Abans d'entrar en política, Dinkins va ser un dels 20.000 marines de Montford Point, els primers marines afroamericans dels Estats Units; va servir de 1945 a 1946. Es va graduar cum laude a la Universitat Howard i es va llicenciar en dret a la Facultat de Dret de Brooklyn el 1956. Membre del Harlem's Carver Democratic Club, Dinkins va començar la seva carrera electoral servint a l'Assemblea de l'estat de Nova York el 1966, i finalment va ocupar el càrrec de President del districte de Manhattan abans de convertir-se en alcalde. Després de deixar el càrrec, Dinkins es va incorporar a la facultat de la Universitat de Colúmbia mentre continuava actiu en la política municipal.